# История санкт-петербургского трамвая
История петербургского трамвая ведет своё начало с 29 сентября 1907 года, а история его предшественника — конки — с 1860 года.

## Конка и паровой трамвай
Во второй половине XIX века Санкт-Петербург был быстрорастущим городом, поэтому возникла потребность в увеличении пассажироперевозок. В 1860 году город получил первый вид рельсового уличного транспорта — конно-железную дорогу, или в просторечии конку. Изначально она использовалась только для грузоперевозок, но с 27 августа 1863 года, после постройки первых пассажирских линий (площадь Восстания — Невский проспект — стрелка Васильевского острова; Адмиралтейская площадь — Конногвардейский бульвар — 6-я линия; Никольская площадь — Садовая улица — Невский проспект) конка стала перевозить и пассажиров. Несмотря на невысокую скорость (не более 8 км/ч), новый транспорт пришёлся жителям по вкусу — к моменту пуска первой линии электрического трамвая, конно-железные дороги проходили по всем значимым магистралям Санкт-Петербурга от центра до окраин. Интервал движения обычно составлял 10—15 минут, но на окраинах мог составлять полчаса и более.
Линии конки были однопутными с разъездами каждые 1—1,5 км, лишь на оживлённых магистралях прокладывались 2 пути. Никаких оборотных колец на линиях конки не было, линия просто «обрывалась». Доехав до «обрыва», конюхи просто перепрягали лошадей на противоположную сторону и ехали назад, так как вагон конки был симметричен. В качестве подвижного состава использовались два типа вагонов — одноэтажный и двухэтажный (с «империалом»). Империал представлял собой крышу, приспособленную для перевозки пассажиров, проезд там стоил дешевле. В движение вагон обычно приводился парой лошадей, в тех же местах, где и двум лошадям было тяжело вести вагон конки (чаще всего это были подъёмы на мосты), к вагону подпрягали ещё одну лошадь.
Новый транспорт вынудил строить специальные коночные парки. Первый коночный парк был построен по адресу Лиговский проспект, 40. По мере разрастания маршрутной сети, стали появляться и другие парки — Рождественский (до 2003 года — трамвайный парк № 4, ныне закрыт), Московский (у Московских ворот, не сохранился, примерный адрес — Московский проспект, д. 83), Василеостровский (не сохранился, примерный адрес — 23-я линия, дома 12—14), Петербургский (ныне — трамвайный парк № 3, площадка № 1), а чуть позже — Нарвский (за Нарвской заставой, не сохранился, примерный современный адрес — Балтийская улица, д. 3), Выборгский (в Нейшлотском переулке, примерный современный адрес — Лесной проспект, д. 23) и парк села Александровское (на проспекте Обуховской обороны).
После появления электрического трамвая в 1907 году конка постепенно вытеснялась им, 8 сентября 1917 года она была окончательно закрыта из-за отсутствия фуража для лошадей.

В 1886 году по Большому Сампсониевскому проспекту и Второму Муринскому проспекту была проложена первая линия парового трамвая или в простонародье — паровика, хотя официально эта линия называлась «линия паровой конно-железной дороги». Паровик имел ряд преимуществ перед конкой: более высокая скорость, большая мощность (что позволяло прицеплять к одному паровозу до четырёх вагонов). Из-за сопротивления владельцев конок и появления электрического трамвая, паровик не получил развития — линия парового трамвая от площади Восстания до села Рыбацкого по нынешнему проспекту Обуховской обороны стала последней. Также в начале 1880-х годов была проложена линия паровика по набережной Лиговского канала.Паровозы паровиков хранились в Выборгском коночном парке. Как пассажирский транспорт паровой трамвай ненамного пережил конку (последний рейс в 1922 году), однако он снова появился на улицах блокадного Ленинграда для перевозки грузов и вооружения.

## Ледовый трамвай

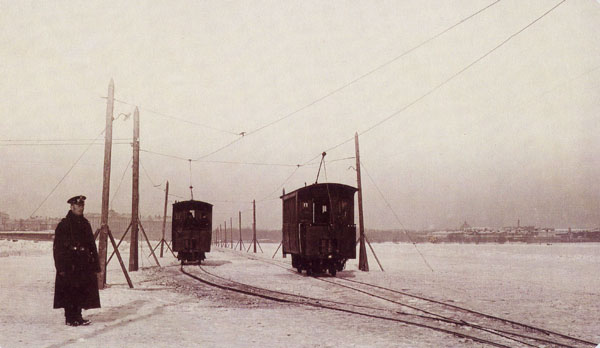
Трамвай едет по льду Невы в Петербурге. Конец XIX либо самое начало XX века. Фото из коллекции Эрмитажа. Фотограф Карл Булла

В 1880 году в городе прошли первые испытания электрического вагона изобретённого Фёдором Пироцким, прототипа трамвая. Владельцы конок препятствовали развитию нового транспорта, и в 1895 году электрический трамвай был запущен по льду Невы, поскольку закон ограждал коночников от конкуренции на улицах города. Шпалы, рельсы и столбы для контактной сети врезались прямо в лёд.
Сначала было проложено три линии: «Сенатская площадь—Васильевский остров», «Дворцовая набережная—Мытнинская набережная» и «Суворовская площадь—Выборгская сторона», позже ещё одна — «Суворовская площадь—Петроградская сторона». Все линии были узкоколейными однопутными с разъездами. Существовал такой трамвай недолго, в 1910 году трамвайные линии по льду Невы были проложены в последний раз.

## До революции

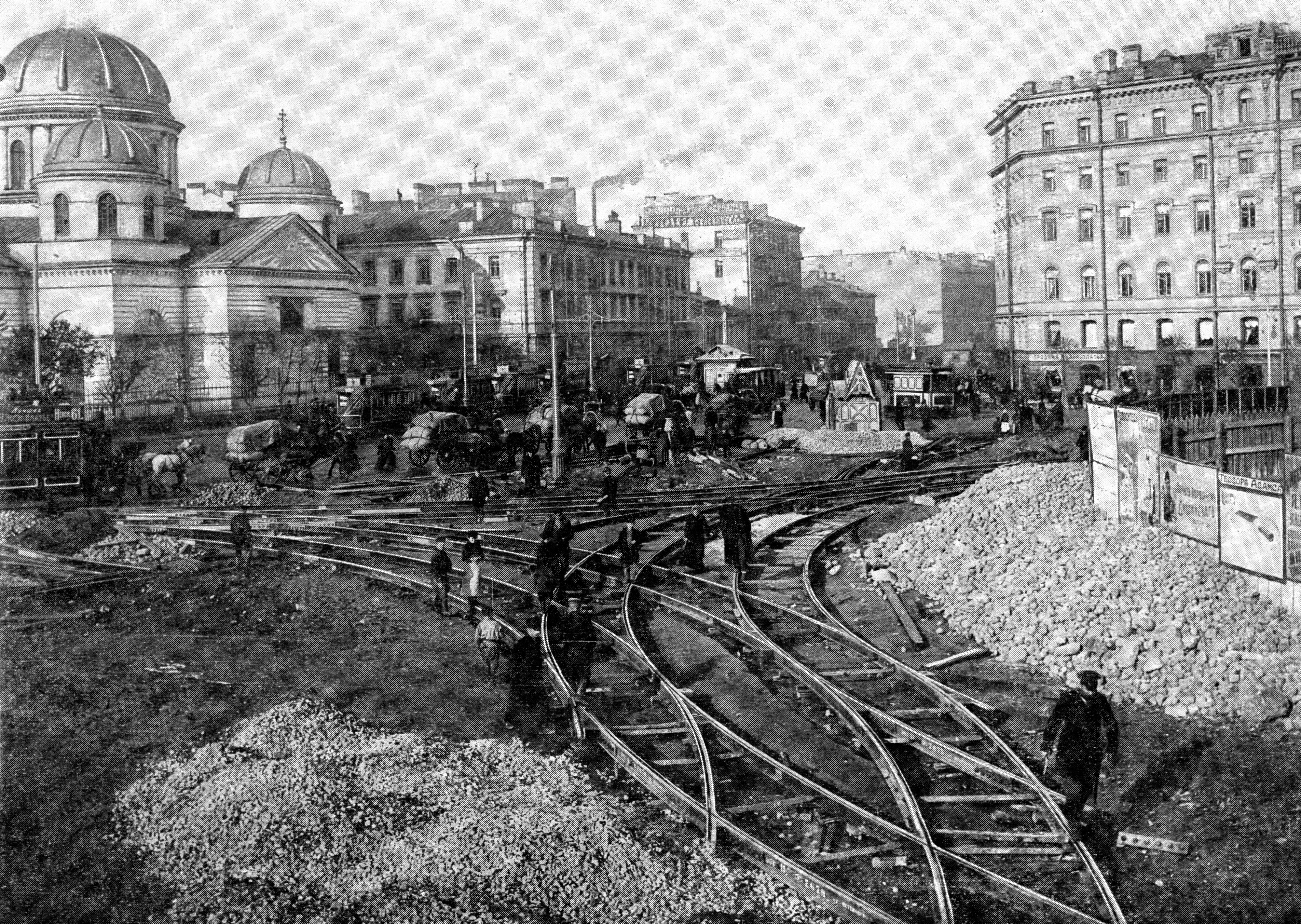
Строительство трамвайной развязки на Знаменский площади, 1906 год

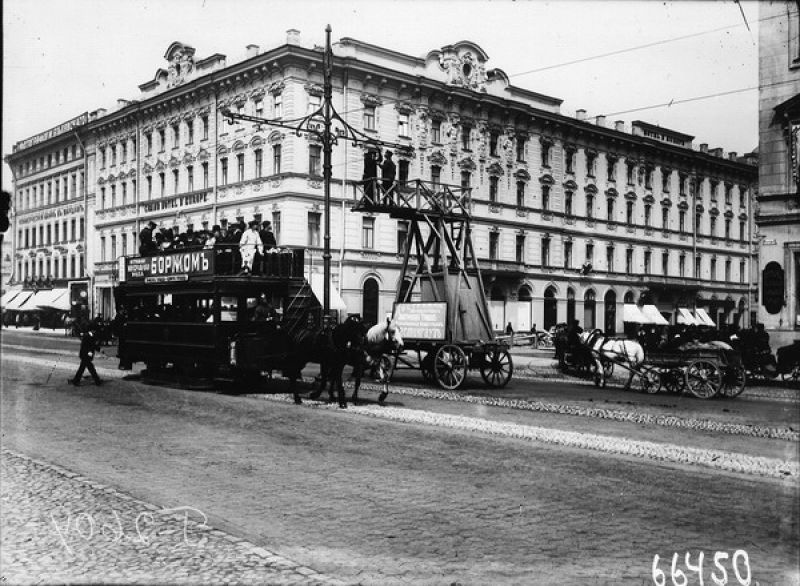
Установка трамвайных проводов на Невском. Июль 1907 г.

В 1898—1902 годах имущество товариществ конно-железных дорог перешло в собственность города. Уже в 1898 года была создана комиссия по проработке проекта запуска в Санкт-Петербурге электрического трамвая. При проектировании пытались учесть опыт городов, в которых трамвай уже существовал, кроме того, нужно было реконструировать множество улиц и мостов. 29 сентября 1907 года было открыто регулярное движение электрического трамвая по улицам Санкт-Петербурга. Из Василеостровского трамвайного парка в свой первый маршрут вышли пассажирские трамваи. Первая линия прошла от Главного штаба до 8-й линии Васильевского острова. В конце 1907 года первая очередь была окончательно достроена — трамвай пошёл от площади Восстания по Невскому и Адмиралтейскому проспектам, Конногвардейскому бульвару, через Николаевский мост, по 8-9 линиям до Большого проспекта Васильевского Острова. В 1908 году появились новые трамвайные пути: линия по Литейному, Загородному, Троицкому и Измайловскому проспектам связала Балтийский и Финляндский вокзалы, линия по Суворовскому проспекту связала Невский проспект и Смольный, а линия по Садовой улице и Каменноостровскому проспекту связала трамваями центр и окраинный район Новая Деревня. Ещё через год трамваи пошли по Московскому проспекту и Большому проспекту Петроградской стороны.

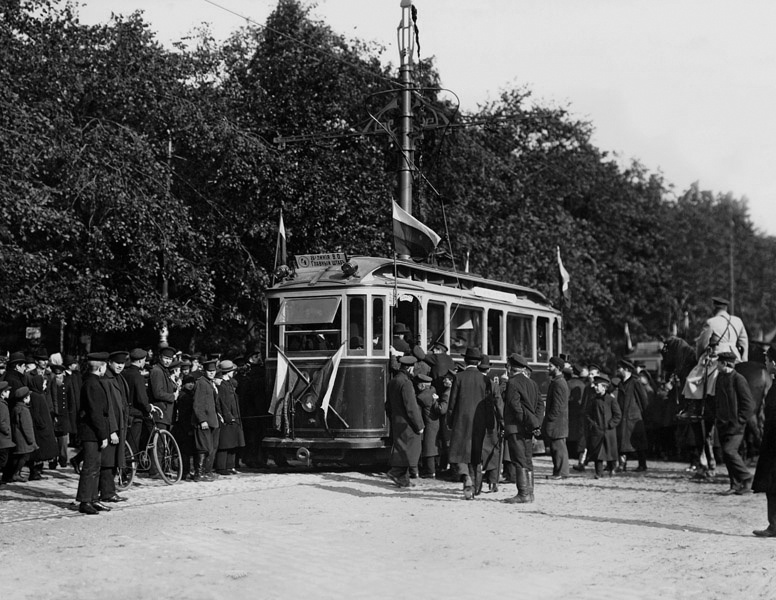
Вагон трамвая на остановке 'Александровский сад' в день открытия движения (16.IX.1907)

В отличие от конки, трамвайные линии строились двухпутными со стандартной железнодорожной шириной колеи — 1524 мм, для оборота трамваев стали использоваться оборотные кольца. Лишь на некоторых окраинах трамвай прокладывали «однопуткой» с разъездами, таких мест было всего четыре: Московский проспект южнее Благодатного переулка (исчезла в 1950-е в связи с перетрассировкой линии), линия «Завод „Вулкан“ — Петровская площадь» (в конце 1940-х заменена троллейбусом), линия в Рыбацкое (модернизирована и частично перетрассирована в 1950-е), линия «Поклонная гора — Парголово» (модернизирована и продлена в 1983 году). Однопутная линия трамвая сохранилась только в одном месте в городе — на проспекте Луначарского от Выборгского шоссе до проспекта Энгельса, но она не используется для пассажирских перевозок.
К 1914 году трамвай уже ходил почти по всем основным улицам города; он появился на Лиговском проспекте, улице Восстания, набережной Обводного канала, улицах Кирочной, Захарьевской, Шпалерной, Тверской, Некрасова и некоторых других. Была электрифицирована и модернизирована линия паровика на Большом Сампсониевском проспекте.
С началом Первой мировой войны развитие трамвайной сети замедлилось из-за удорожания топлива и нехватки ремонтного персонала. В результате выпуск трамваев на линии сократился, а проезд подорожал. На начало 1917 года в Петрограде ходило 29 трамвайных, 9 коночных маршрутов и 1 маршрут паровика.
В те годы это было повсеместное советское явление: К началу мирных 1920-х годов 42 % от оставшихся в пределах страны трамвайных предприятий полностью прекратили работу; а еще 22 % функционировали нерегулярно, главным образом в летнее время. 
Несмотря на то, что это время было наиболее благоприятное для работы транспортников, многие потенциальные пассажиры предпочитали передвигаться пешком, вследствие чего выручка от перевозок оказывалась совсем небольшой.

## Советская эпоха

### 1920—1940-е
В 1918—1921 годах из-за последствий Гражданской войны (сокращение населения города, дефицит топлива и рабочих рук, неплатежеспособность пассажиров) трамвайное хозяйство Петрограда окончательно пришло в упадок. В конце 1918 года число маршрутов сократилось до 9 (для связи центра и окраин), был законсервирован трамвайный парк № 5, частично законсервирован трампарк № 1, отложено строительство трампарка № 6.

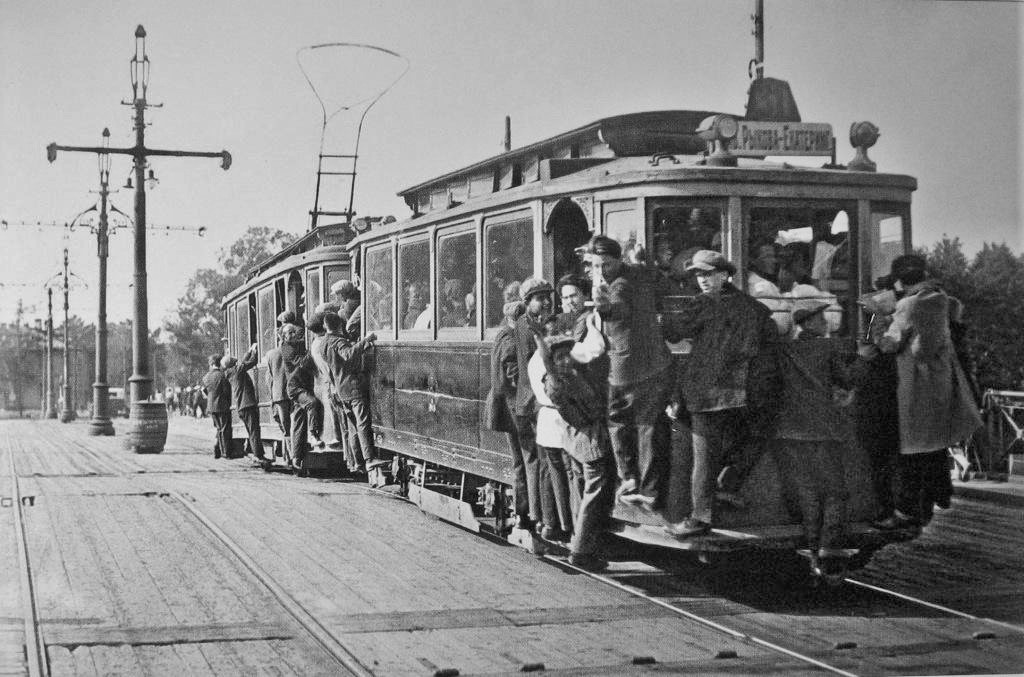
Переполненный трамвай маршрута №31 в начале 1930-х гг.

В 1921 году трамвайные дела постепенно пошли в гору, снова начали появляться новые линии. В 1922 году была электрифицирована последняя линия паровика, возобновлено движение по центральным магистралям Ленинграда, увеличилось число рабочих вагонов. Трамвай снова начал быстро развиваться: в 1928 году появились первые автоматизированные стрелки (до этого они переводились стрелочниками вручную), в 1929 году трамвайной сети Ленинграда передана Ораниенбаумская электрическая линия, в период 1925—1936 построено 3 трампарка и несколько подстанций. В 1928 году с конвейера завода "Красный Путиловец" (ныне Кировского) сошли первые трамваи местного производства МС-МСП, которые начали заменять старые английские «Бреши». В 1934 году трамваи начали выходить с новопостроенного ВАРЗ. К 1936 году трамвайная сеть покрыла весь город, более чем на 400 километрах путей ездили трамваи 42 маршрутов. Помимо пассажирских путей, в Ленинграде были грузовые и служебные трамвайных линий; каждое крупное предприятие имело своё ответвление от основной трамвайной сети. Однако, начиная с 1936 года Ленинградский трамвай практически перестал развиваться из-за появления в городе троллейбуса.
8 декабря 1941 года из-за нехватки электрических мощностей, вызванной блокадой, Ленинградский трамвай прекратил своё функционирование. 7-8 марта 1942 года было возобновлено движение грузовых трамваев. 15 апреля 1942 года было дано напряжение на центральные подстанции и пущены пассажирские блокадные трамваи. Первоначально было восстановлено функционирование 6 маршрутов. К концу 1943 года (после прорыва блокады) в Ленинграде работало 20 маршрутов.

### 1950—1980-е
В послевоенные годы велась оптимизация трамвайной сети: с ряда центральных улиц трамвай исчез на второстепенные, а где-то был заменён троллейбусом. Так, в 1947 году трамвай исчез с Большого проспекта П. С., в 1950—1951 годах — с Невского и Кировского проспектов (для последнего были построены обходные линии по Вяземскому переулку и набережной реки Карповки на севере, и по улице Ленина на юге), улице Желябова и площади Искусств, в 1953 году — с Большого проспекта В. О. (заменен троллейбусом; обходные линии были построены по набережной Лейтенанта Шмидта и Среднему проспекту). В середине 1950-х были сняты все линии в Песках, ведшие к Смольному, исчезли трамваи с Суворовского проспекта (обходные линии по Греческому проспекту и Новгородской улице), сняты линии с большей части проспекта Майорова и части Московского и Загородного проспектов, демонтированы линии на проспекте Стачек (перенесены на новопроложенные параллельные улицы), перенесено трамвайное кольцо от Балтийского к Варшавскому вокзалу.
Начиная с 1965 года из-за роста города началось строительство линий в новые районы. Первые новые линии появились на Пискарёвке, были продлены линии по Пискарёвскому (от больницы Мечникова до нового кольца в Ручьях) и Тихорецкому проспектам, а между этими проспектами проложили новую линию по проспекту Науки; чуть позже была построена линия в Сосновую Поляну. Затем линии появились в районах Купчино, Гражданка, Шувалово-Озерки, Ржевка-Пороховые, Весёлый Посёлок, Юго-Запад, Ждановский район, остров Декабристов. Старые линии в это время не закрывались. Почти единственным исключением стала линия на улице Декабристов от Фонарного переулка до Театральной площади. К концу 1980-х протяжённость путей составляла около 600 км, на линию выходили 67 маршрутов (абсолютный рекорд для Советского Союза того времени).

## После распада СССР
Распад СССР и экономический кризис в 1990-е годы отрицательно повлияли на маршрутную сеть трамваев города: из-за сокращения числа водителей в парках и старения подвижного состава сократился выпуск на линии и выросли интервалы, ремонт путей практически прекратился, что привело к снижению скорости и дальнейшему ухудшению состояния подвижного состава. Это, вместе с другими факторами (в частности, растущей автомобилизацией и маршруткизацией), привело к снижению пассажиропотока и увеличению убытков общественного транспорта в целом и трамвая в частности. Под предлогом минимизации убытков началось массовое закрытие трамвайных линий: были демонтированы сотни километров пассажирских путей, а также все грузовые и служебные. До этого последний раз демонтаж линий производился в 1971 году. Так, были сняты почти все линии в центре, также демонтированы линии на Крестовском острове, Обводном канале, Пискаревском проспекте, Турухтанных островах и к станции «Броневая». Часть путей была демонтирована в 2002—2007 годах и оставшиеся фрагменты в 2017 году.
В 2007 году, после закрытия движения по Садовой улице и Литейному проспекту, пассажирская сеть трамвая разделилась на две отдельных части (северную и южную). С этого момента трамвай стало больше нельзя использовать для передвижения на значительные расстояния, он стал выполнять исключительно функции подвоза пассажиров к станциям железных дорог и метро.